# Parzival

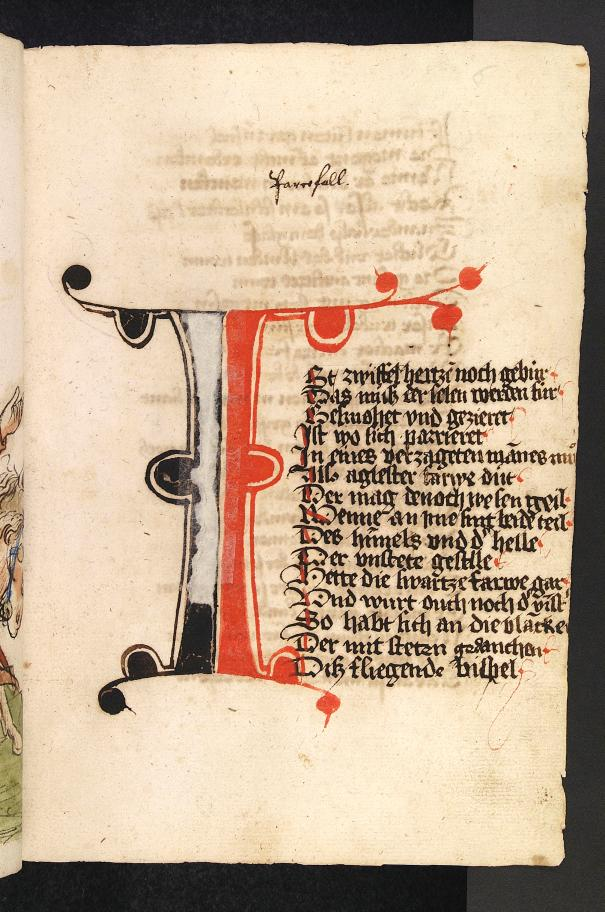
Wolfram, Parzival 1,1ff (prologue)
Première ligne : Ist zwiffel hertzen noch gebur… (Bibliothèque universitaire de Heidelberg, Codex Palatinus Germanicus 339, fol. 6r).

Le Parzival de Wolfram von Eschenbach est une épopée en vers de la littérature courtoise en moyen haut-allemand, dont on pense qu’il a été composé au cours de la première décennie du XIIIe siècle. L'œuvre, qui comporte environ 25 000 vers, est directement inspirée du Perceval ou le Conte du Graal de Chrétien de Troyes, écrit à la fin du siècle précédent.
Les différents épisodes, reliés entre eux avec beaucoup d’art, nous content les aventures de deux chevaliers qui en sont les héros principaux : le héros éponyme (Parzival, c'est-à-dire Perceval) dont on suit l’évolution, partant du guerrier ignorant portant le vêtement des fous pour arriver jusqu’au roi du Graal, d'autre part Gawain (Gauvain), chevalier du roi Arthur qui doit affronter les épreuves les plus dangereuses. Par son thème le roman appartient à l’épopée arthurienne, même si l'admission de Parzival à la Table Ronde du mythique roi breton n'est qu’une étape dans sa quête du Graal.
La matière a été source d’inspiration non seulement pour les écrivains, mais aussi pour les artistes et les musiciens ; la réalisation la plus remarquable étant probablement l'adaptation en drame musical (Musiktheater) de Richard Wagner avec son opéra sacré (Bühnenweihfestspiel) Parsifal dont la première représentation eut lieu en en 1882.

## Aperçu de l’action
L’éducation de Parzival à la chevalerie et sa recherche du Graal est — comme l’auteur le souligne à différentes reprises — le sujet principal de l'action. En contrepoint nous trouvons cependant les aventures chevaleresques de Gauvain, qui prennent presque une égale importance. Tandis que Gauvain incarne la chevalerie laïque et sort toujours victorieux de ses multiples aventures, dans lesquelles il affronte les responsables des désordres dans le monde et remet les choses dans le droit chemin, Parzival est plongé dans des situations extrêmes de conflit personnel qui le rendent lui-même coupable — parce que ce n’est qu'au fil du récit qu’il prend conscience de son devoir. Mais c’est précisément lui qui, après avoir dû pendant de longues années supporter les conséquences de ses fautes, finira par accéder au Graal. L'Épopée se termine avec une évocation de l'histoire de Lohengrin, le fils de Parzival.
L’aperçu qu’on trouvera ici suit la répartition du texte en ce qu'on appelle « livres », en se conformant à l’ordre établi par Karl Lachmann, le premier éditeur « critique » de Parzival.

### Introduction: Gahmuret, chevalier errant (livres I-II)
Wolfram commence son roman avec l'histoire détaillée de Gahmuret, le père de Parzival. En tant que cadet, Gahmuret reste sans héritage à la mort de son père, le roi d’Anjou, et il va en Orient chercher fortune et renommée. D'abord au service du Calife de Bagdad, il aide ensuite la reine noire Bélacane contre ses assiégeants. Il triomphe et épouse Bélacane, devenant ainsi roi de Zazamanc et d’Azagouc ; malgré tout il la quitte bientôt pour chercher d'autres aventures. De retour en Europe, Gahmuret participe à un tournoi à Kanvoleis, où il gagne la main de la reine Herzeloyde et le pouvoir sur ses terres de Waleis et de Norgals. Gahmuret n’en reprend pas moins sa vie aventurière ; il part, entre de nouveau au service du Calife, et meurt finalement, tué par une lance empoisonnée.
Gahmuret quitte si rapidement ses deux épouses qu'il n’apprend pas la naissance de ses deux fils : Feirefiz, le fils de Bélacane, dont tout le corps est noir et blanc comme une pie, et de Parzival le fils d’Herzeloyde.

### La jeunesse et l’éducation chevaleresque de Parzival (livres III-IV)

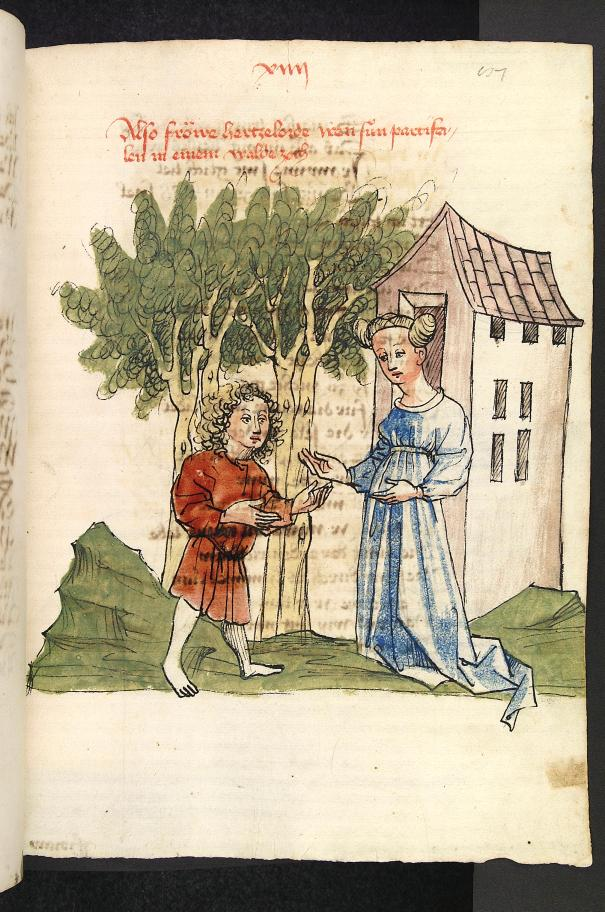
Herzeloyde et Parzival dans la forêt de Soltane (Bibliothèque Universitaire de Heidelberg, Codex Palatinus Germanicus. 339, fol. 87r).

Quand elle apprend la mort de Gahmuret, Herzeloyde, désespérée, se retire avec Parzival dans un lieu désert, la forêt de Soltane. Là elle élève son fils dans une innocence et une ignorance quasi paradisiaque ; ce n’est que plus tard qu’il apprendra son nom et son origine de la bouche de sa cousine Sigune, peu avant d’arriver pour la première fois à la cour du roi Arthur. Délibérément, sa mère lui fait tout ignorer du monde et de la vie en dehors de la forêt, elle ne le prépare en particulier à rien de ce que réclamerait, sur le plan social, éthique et guerrier, son statut de chevalier et de seigneur. Si par la suite Parzival est pourtant reconnu comme tel dans le monde courtois, il le doit d’abord à son apparence : à plusieurs reprises le conteur souligne son étonnante beauté, sa force et sa souplesse surprenante, et il nous dit quelle impression font sur son entourage de telles qualités.
Herzeloyde essaie donc de protéger son fils des dangers de la chevalerie, et même d’être tenté par elle, mais elle n'y réussira pas. Quand, pour la première fois, Parzival rencontre par hasard des chevaliers, Herzeloyde ne peut l'empêcher de partir pour la cour du roi Arthur afin d’y devenir chevalier. Dans l'espoir que son fils lui reviendra après avoir fait dans le monde assez de mauvaises expériences, elle l’habille comme on habille les fous et elle lui donne sur la façon de se conduire des instructions absurdes qui, observées à la lettre et jointes à son habit de fou, ne peuvent manquer de le rendre ridicule. (C’est ainsi qu’elle lui conseille de saluer aimablement tout le monde, ce qu’il fait en exagérant et en ajoutant : « C’est ce que ma mère m’a dit de faire. »)
Après que Parzival a quitté Soltane, l’ignorance dans laquelle on l’a laissé provoque toute une série de catastrophes sans qu’à ce moment-là il ait le moins du monde conscience d’y être pour quelque chose. D’abord c’est sa mère qui meurt de douleur de l’avoir vu partir, ensuite c’est Parzival qui, comprenant de travers la doctrine courtoise, tombe sur Jeschute, la première femme qu’il rencontre, et lui vole ses bijoux. Sa rencontre avec Parzival devient un drame pour la pauvre femme, car son époux Orilus refuse de croire qu’elle n’y est pour rien, il la maltraite et la voue comme adultère au mépris de la société. Enfin, à peine arrivé à la cour du roi Arthur, Parzival tue le « chevalier rouge » Ither (dont plus tard il apprendra que c’était un proche parent) pour lui prendre ses armes et son cheval. Dans son esprit les armes qu’il a volées font de lui maintenant un chevalier. Cependant (et c’est caractéristique), il continue à porter ses vêtements de fou sous son armure.
Ils ne les enlèvera qu’à l’étape suivante de son voyage, chez Gurnemanz de Graharz, qui lui enseigne les règles de vie et la façon de combattre des chevaliers ; c’est seulement à ce moment-là que Parzival apprend vraiment ce qu’est le comportement courtois (qui doit être également humain) : il apprend à avoir honte et il quitte ses vêtements de fou, il apprend le rituel de la messe et les règles de la courtoisie. Ainsi est-il mis exactement au courant de tout ce qu’il doit savoir pour tenir son rang dans le monde comme seigneur et comme futur époux. Quand il quitte Graharz au bout de 14 jours, il est devenu un chevalier parfait dans le sens du monde arthurien. Malheureusement, en le mettant en garde contre les questions inutiles, Gurnemanz est à l’origine d’une grave mésaventure que connaîtra plus tard Parzival (voir plus bas).
Dans la ville de Pelrapeire, Parzival fait ses preuves de chevalier en libérant la reine Condwiramurs des prétendants dont la cour l’importune ; il obtient la main de la reine et par là devient le maître du royaume dont il met en ordre les affaires. Cependant, comme son père l’avait fait avant l’accouchement de sa femme, il quitte Condwiramurs pour rendre visite à sa mère dont il ignore encore qu’elle est morte.

### La trop grande discrétion de Parzival au château du Graal (livres V-VI)

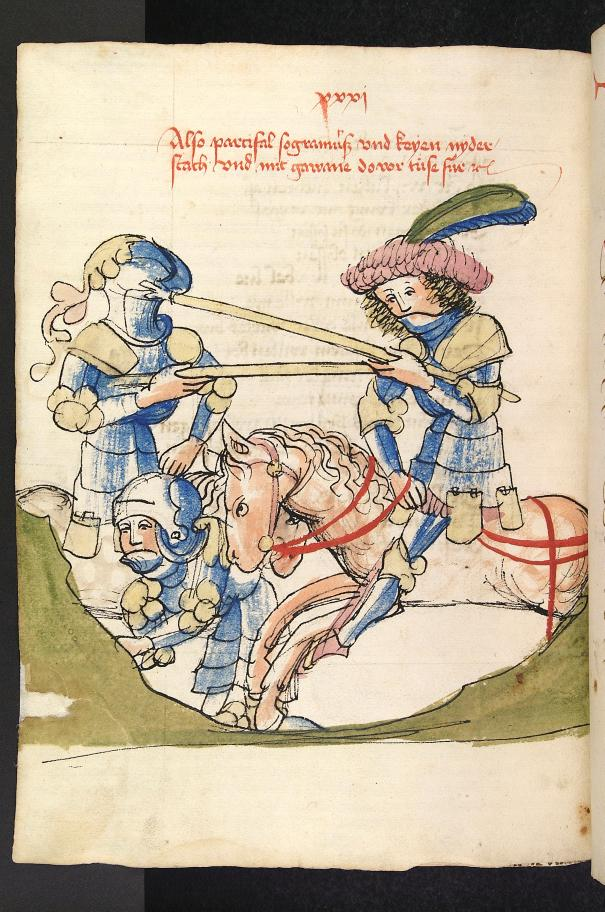
Parzival ayant vaincu Segramor affronte Keye (Bibliothèque Universitaire de Heidelberg, Codex Palatinus Germanicus 339, fol. 208v).

Parzival cherche un gîte pour la nuit, un pêcheur lui indique un château et le jeune chevalier y sera témoin de toute une série d'événements mystérieux. On se réjouit manifestement de son arrivée et, en même temps, tout le monde agit comme si l'on était plongé dans la plus grande tristesse. Dans la salle des fêtes il retrouve le pêcheur et se rend compte que c'est lui le châtelain, Anfortas, qui souffre d'une grave maladie. Avant le repas, on porte dans la salle une lance ensanglantée dont la vue arrache des plaintes lugubres aux assistants. C'est alors que vingt-quatre jeunes femmes nobles, dans un rituel compliqué, mettent sur la table des couverts précieux, enfin le Graal est apporté par la reine Repanse de Schoye, d'après Wolfram c'est une pierre qui, à la manière de « Petite-table-couvre-toi » fait surgir de manière mystérieuse nourritures et boissons. À la fin, le maître des lieux remet à Parzival sa propre épée, d'une grande valeur, c'est la dernière tentative pour amener le chevalier, muet jusque-là, à poser une question qui, à ce que nous dit le conteur, aurait pu guérir le roi valétudinaire. Parzival cependant, suivant les instructions de Gurnemanz et croyant faire preuve d'une conduite courtoise et sage, réprime sa curiosité, ne demandant pas plus en quoi consiste la maladie de son hôte que la signification de tout ce cérémonial singulier.
Quand Parzival se réveille, le lendemain matin, le château est complètement vide ; il essaie de suivre les chevaliers à la trace des sabots de leurs chevaux mais il la perd. Au lieu de cela, il rencontre Sigune pour la deuxième fois dans le bois et elle lui apprend le nom du château, lui parle du seigneur qui y habite et lui révèle que lui-même, Parzival, serait maintenant un roi puissant et respecté s'il avait demandé au châtelain de quoi il souffrait : non seulement le malheureux mais tout son entourage aurait été délivré. Quand il est forcé d'avouer à Sigune qu'il n'a même pas été capable de dire une simple parole de consolation, elle le maudit et refuse d'avoir affaire à lui désormais. Immédiatement après, Parzival rencontre une autre femme pour la deuxième fois : c'est Jeschute. En jurant à Orilus qu'il n'a jamais eu de relations avec elle, il rachète le comportement maladroit de sa première rencontre et son mari la rétablit en tout point dans son honneur.
Enfin, un de ces nouveaux changements dans le comportement qui sont récurrents : Parzival arrive pour la deuxième fois à la cour du roi Arthur. Arthur s'était spécialement mis en route afin de trouver le « chevalier rouge » devenu célèbre entre-temps, et cette fois Parzival est accueilli à la Table Ronde avec tous les honneurs de la cour ; il est ainsi monté jusqu'au sommet de la hiérarchie des chevaliers. La Table Ronde se réunit pour le repas pris en commun ; il semble que là toutes les oppositions, toutes les fautes, toutes les rivalités internes sont pardonnées et effacées. Ici abandonnant provisoirement Parzival, c'est de Gauvain, le neveu d'Arthur, que nous parle le conteur, un autre héros de chevalerie dont il souligne le respect des valeurs courtoises, le courage dans la lutte et la valeur de sa noblesse.
Mais c'est justement à ce moment, où se manifeste la splendeur et la sûreté de soi de la société noble la plus typique, que se présentent deux personnages qui détruisent totalement cette atmosphère de gaîté, en proférant malédictions et reproches amers contre l'honneur chevaleresque de Gauvain et de Parzival, ce qui met fin immédiatement à la fête : l'affreuse sorcière Cundrie, la messagère du Graal, maudit Parzival et son silence au château du roi-pêcheur, et elle qualifie sa présence à la cour du roi Arthur de honte pour la société chevaleresque. Par ailleurs, elle attire l'attention de la Table Ronde sur le fait que, dans le monde des chevaliers, tout ne se passe pas aussi bien que pourrait le faire croire l'atmosphère joyeuse de la compagnie. Elle parle de la captivité de plusieurs centaines de femmes et de filles nobles dans le château de Schastel Marveile, et certaines parmi elles sont apparentées à Gauvain ou à Arthur. Gauvain, enfin, est accusé par Kingrimursel, landgrave de Schanpfanzun, d'avoir tué par traîtrise le roi d'Ascalon et il est provoqué en duel judiciaire.
C'est là que se révèle l'idée superficielle de Parzival au sujet de Dieu : il s'explique son refus de parler au château du Graal par le fait que Dieu a refusé de s'occuper de lui, alors qu'il aurait pu manifester sa toute-puissance en guérissant Anfortas et en préservant ainsi Parzival, son serviteur fidèle, de l'imprécation déshonorante lancée par Cundrie. Comme dans un rapport de vassal à suzerain, Parzival dénonce sa soumission à Dieu ; à cette erreur d'appréciation du rapport entre Dieu et les hommes s'ajoutera plus tard une haine envers Dieu conforme aux règles de la chevalerie.
Le héros éponyme quitte immédiatement la Table Ronde et part pour une recherche solitaire du Graal qui durera plusieurs années, il devient par cela même un personnage secondaire dans les récits des livres suivants ; au premier plan apparaissent les aventures de Gauvain.

### Les aventures de Gauvain à Bearosche et à Schanpfanzun (livres VII-VIII)
L'action de Parzival et celle de Gauvain varient suivant la même problématique mais dans des perspectives différentes : les deux protagonistes sont toujours mis en demeure en tant que héros de la chevalerie de restaurer l'ordre perdu du monde courtois. Dans cette tâche Parzival échoue régulièrement parce qu'il n'a appris que peu à peu ce qu'il faut savoir sur la chevalerie et, à cause de cette éducation insuffisante, chaque fois qu'il rencontre une nouvelle tâche, toujours plus difficile que la précédente, il n'y arrive pas. Le comportement fautif du héros éponyme vient toujours des défauts de la société courtoise.
Gauvain au contraire est dès son apparition l'incarnation de la chevalerie idéale. Lui aussi doit affronter des tâches de plus en plus difficiles en raison des défauts de la société courtoise ; mais tous les conflits auxquels il est confronté tirent leur origine du fait qu'il comprend mal ce qu'est l'amour (c'est la problématique de l'amour courtois). Gauvain cependant se montre capable de résoudre les problèmes qui en découlent, même si au cours des ans il est incapable de garder sa fidélité à son épouse — ce en quoi il s'oppose encore à Perceval.
Alors qu'il se rend à son duel judiciaire, Gauvain passe devant la ville de Bearosche et il est témoin de préparatifs de guerre : le roi Meljanz de Liz assiège la ville de son propre vassal parce qu'Obie, la fille de ce dernier, a repoussé sa déclaration d'amour. La situation se complique du fait qu'Obie accuse à tort son soupirant d'être un vaurien et demande au nouvel arrivant son secours chevaleresque. L'honneur de Gauvain lui ordonne de répondre à cette requête, mais il ne veut pas être impliqué dans une bataille parce qu'il est obligé d'arriver à temps et sans blessures à Ascalun. Obilot, la petite sœur d'Obie, use de son charme enfantin pour convaincre Gauvain d'intervenir comme son chevalier dans la bataille ; Gauvain alors entre dans le combat et fait prisonnier Meljanz. Il agit ensuite en intermédiaire habile quand il livre à Obilot le prisonnier et réussit à réconcilier Meljanz et Obie.
Le passage central du texte, la déclaration d'amour d'Obilot à Gauvain après qu'il l'a secourue de façon chevaleresque, présente un aspect comique du fait de la grande différence d'âge entre eux deux ; Gauvain se contente de répondre à ces avances en badinant, dans le cadre de l'amour courtois. C'est tout le contraire avec l'aventure amoureuse suivante. Il s'agit maintenant d'Antikonie, la sœur du roi d'Ascalun, une femme séduisante cette fois-ci. Mais un danger sérieux vient menacer la vie du héros. Gauvain rencontre le roi Vergulaht dont on raconte qu'il a tué le père à la chasse, et le roi lui conseille d'aller loger chez sa sœur à Schampfanzun. Gauvain cache à peine à Antikonie son désir auquel elle laisse voir qu'elle répond et cela les met tous les deux dans une situation compromettante ; quand ils sont découverts, la population de la ville prend naturellement les armes pensant que Gauvain avait l'intention de violer la jeune fille. Comme Gauvain n'est pas armé, il leur est bien difficile de se défendre, quand le roi Vergulaht entre dans le combat contre lui.
Kingrimursel cependant avait donné à Gauvain l'assurance qu'il pourrait se rendre librement au duel judiciaire et il n'hésite pas à protéger le chevalier, même contre son propre roi. Après des discussions animées parmi les conseillers du roi on arrive à un compromis qui permet à Gauvain de sauver la face et de quitter librement la ville : le duel judiciaire est remis à plus tard et de fait il n'aura pas lieu puisque finalement l'innocence de Gauvain sera prouvée. Mais Gauvain reçoit la tâche de partir à la place du roi à la recherche du Graal.

### Parzival à Trevrizent - instruction religieuse et illumination (livre IX)
Si le conteur reprend l’histoire de Parzival, plus de quatre ans se sont passés depuis la dernière scène du « Chevalier Rouge » pendant qu’on racontait les aventures de Gauvain. Rien n'a changé dans l’attitude fondamentale de Parzival : selon lui, Dieu était en devoir de lui donner son aide au moment décisif quand il était au château du Graal et, comme il l’a refusée, Parzival continue à le haïr ; cependant il est toujours occupé dans sa recherche solitaire du Graal.
Pour la troisième fois Parzival rencontre sa cousine Sigune, plongée douloureusement dans le deuil de son bien-aimé Schianatulander : elle s’est enfermée avec le cercueil dans une cellule. Du château du Graal on lui fournit la stricte nourriture indispensable. Que cependant elle soit disposée maintenant à communiquer à nouveau avec Parzival et à se réconcilier avec lui, c’est le premier signe que le destin du personnage éponyme peut changer : il lui est possible de se tourner vers le bien. Cependant il ne peut toujours pas retrouver le château du Graal, même si évidemment il n’est pas loin.
Et voici que quelques semaines plus tard, un Vendredi saint, en synchronisme avec le cycle liturgique, Parzival rencontre un groupe de pénitents ; ils lui font honte d'avoir endossé les armes un tel jour et de s'être détourné de Dieu et ils lui conseillent d'aller consulter un saint homme qui habite une caverne dans les environs : c'est lui qui sera capable de l'aider et de lui faire obtenir le pardon de ses péchés. Et c'est cette rencontre avec l'ermite Trevrizent, un frère de sa mère, comme il le découvre, qui mène à bonne fin le développement personnel du héros, c'est-à-dire son éducation chevaleresque ; c'est seulement maintenant qu'il est en état de partir de nouveau à la quête du Graal. Les longues conversations qu'il a au cours des deux semaines suivantes avec Trevrizent n'ont rien à voir avec les enseignements précédents de Herzeloyde ou de Gurnemanz car elles sont plus vastes et plus profondes. Dans un dialogue presque maïeutique avec Parzival, l'ermite va au fond du problème et donne à son neveu des lumières décisives sur les vraies raisons de la désolation de son âme.
Trevrizent pose clairement le problème et il l'explique : il fait comprendre qu'il est impossible de forcer Dieu à accorder son aide, ce que Parzival croyait pouvoir exiger, mais que Dieu l'accorde, par sa bonté et son amour envers les hommes, à celui qui se soumet humblement à sa volonté. Continuant son enseignement, l'ermite explique en détail ce qu'est le Graal et à quoi il sert ; c'est en résumé une pierre d'une valeur incalculable qui renferme une force de vie et de jeunesse qui se trouve renouvelée chaque année, au Vendredi saint, par une hostie venue directement du ciel ; parfois sur la pierre apparaît un message qui porte des instructions, disant par exemple qui doit être accepté parmi les chevaliers du Graal. Mais il est impossible, Trevrizent le dit nettement, d'obtenir le Graal par des actions chevaleresques et des combats, comme essaient de le faire Parzival et en même temps que lui Gauvain. Ne pourra devenir roi du Graal que celui que le Graal lui-même appellera pour cela, et la communauté attend le cœur brisé ce message de la pierre pour qu'Anfortas soit enfin guéri de son mal. Trevrizent insiste sur l'histoire de la Chute, et en particulier sur le meurtre d'Abel par son frère Caïn, car c'est l'exemple du caractère profondément pécheur de l'humanité et de son éloignement de Dieu. Enfin il révèle à Parzival l'histoire de sa famille : Anfortas, qui doit continuer à souffrir à cause de Parzival qui n'a pas voulu l'interroger, est lui aussi le frère de sa mère ; Herzeloyde est morte de douleur après le départ de son fils ; quant à Ither, que Parzival a tué et dont il porte toujours l'armure, c'était encore un autre parent. Tous ces péchés pèsent maintenant sur lui.
Les jours passés auprès de Trevrizent dans sa caverne, pendant lesquels il est logé misérablement et mange mal, sont pour Parzival l'occasion de trouver le réconfort dans la pénitence ; et quand il quitte son maître, celui-ci lui donne tout naturellement une sorte d'absolution de laïc. Maintenant il est certain que Parzival est libéré des péchés d'autrefois, en tout cas dans le cours du récit ils ne seront plus regardés comme une charge qui pèse sur le héros. Mais surtout il est libéré de sa haine contre Dieu.

### Gauvain et Orgeluse - la libération du Château Merveille (livres X-XIII)

#### Le combat de Gauvain contre Lischoys Gwelljus
D'abord, Gauvain aperçoit le château qui se trouve sur le bord d'une rivière et il remarque aux fenêtres les femmes qui l'habitent. La raison qu'il a d'y séjourner est son amour inachevé pour Orgeluse. C'est là qu'il doit acquérir, comme elle le souhaite, le droit de la revoir en luttant contre le chevalier Lischoys Gwelljus pendant qu'elle se trouve déjà sur l'embarcation qui doit la conduire vers Terre Merveille. Pour cela Orgeluse se sert d'une réprimande lancée aux spectatrices pour inciter Gauvain à agir. Cette réprimande permet déjà de supposer que l'action va se déplacer dans cette direction.

#### Chez le passeur Plippalinot
La victoire que Gauvain remporte sur Lischoys se fait, certes, sous l'œil des jeunes filles du château bien qu'elle ait lieu dans le monde normal. En traversant la rivière, Gauvain transgresse la ligne de séparation entre le Monde d'Arthur et Terre Merveille. Le passeur qui le conduit s'appelle Plippalinot et par la suite il parle à Gauvain de Terre Merveille après l'avoir invité chez lui ; il la décrit comme un lieu d'aventure incomparable. Comme Gauvain très intéressé interroge le passeur sur Château Merveille, celui-ci commence par refuser de lui en parler car il a peur de le mener à sa perte.
Le parallèle est manifeste entre l'obstination de Gauvain et la conduite de Parzival. Celui-ci n'a pas posé la question qu'il aurait dû poser, celui-là interroge là où il aurait dû se taire.
Quand Gauvain obtient enfin la réponse, Plippalinot lui apprend qu'en fin de compte il devra se battre. Alors, il fournit au chevalier un vieux bouclier pesant puis lui donne le nom du pays dont il décrit les grands dangers. Alors il détaille les miracles du Lit Merveille, c'est-à-dire du lit magique. Outre le bouclier Plippalinot donne encore à Gauvain de sages conseils qui se révèleront très utiles par la suite : Gauvain doit acheter quelque chose au marchand qui se tient devant les portes et lui donner son cheval en garde, au château il devra toujours porter ses armes sur lui et se coucher sur le Lit Merveille de façon à pouvoir rester sur ses gardes.
Par la suite, c'est exactement ce que Gauvain fera.

#### Gauvain chez le marchand
Arrivé au château Gauvain se rend compte qu'il n'a pas de quoi payer la marchandise qu'on lui propose. Au moins le marchand lui propose-t-il de veiller sur son cheval pour qu'il tente sa chance. Alors, Gauvain entre par la porte et pénètre dans le château sans que personne l'en empêche. L'immense cour intérieure est déserte, comme aussi le reste du château. Les dames qui se trouvent au château n'ont pas le droit de se tenir auprès de lui pour le combat ; c'est pourquoi il ne peut pas, comme c'était le cas le plus souvent dans les combats précédents, chercher sa force dans l'amour courtois — dans la bataille devant Bearosche, par exemple, il s'était servi de l'amour courtois d'Obilot. Alors un tel amour était sa protection et son bouclier, ce qu'il exprimait symboliquement en attachant une manche du vêtement de la dame sur l'un de ses boucliers de combat. On est frappé d'ailleurs de voir qu'un tel usage joue dans les aventures d'amour courtois de Gauvain un rôle essentiel.

#### Les aventures
La première embûche que doit surmonter Gauvain au château est le parquet, aussi lisse qu'un miroir, qui a été conçu par Klingsor en personne, mais ensuite, et surtout, c'est le Lit Merveille ensorcelé.
Ce parquet lisse semble symboliser le chemin particulièrement dangereux qui mène à l'amour courtois, qui est symbolisé comme il se doit par le lit. La première fois que Gauvain essaie d'y accéder, c'est un échec lamentable. C'est finalement par un saut assez téméraire qu'il y arrive. On ne peut refuser à cette scène un certain comique, mais c'est qu'elle symbolise, et cela peut être en partie amusant, les efforts que font bien des hommes qui se démènent autour de l'amour courtois.
Voici à présent que le lit, comme s'il était devenu enragé, se met à la poursuite de Gauvain à travers la chambre, le chevalier se protège avec le bouclier et adresse une prière à Dieu. Maintenant Gauvain se trouve dans une situation qui apparaîtrait désespérée pour quelqu'un d'ordinaire, car il ne peut rien dans une telle situation. Cet épisode attire peut-être l'attention sur le caractère humiliant et dangereux de l'Amour courtois. Cependant, comme Gauvain en a déjà expérimenté toutes les manifestations, il arrive à maîtriser le lit. Les dangers malgré tout ne sont pas encore surmontés. Une fois qu'il en a fini avec le lit, Gauvain doit encore triompher de deux assauts, le premier de cinq cents frondes, le second de cinq cents arbalètes. Ce qu'elles symbolisent maintenant, c'est la puissance de la magie de Klingsor. Contre de tels adversaires le lourd équipement des chevaliers ne fait que gêner, il est fait pour les combats ordinaires, et est manifestement impuissant quand il s'agit de l'Amour courtois. Et c'est à présent un géant, enveloppé dans une peau de poisson, qui vient dans la salle, et insulte Gauvain dans les termes les plus violents et en profite pour attirer son attention sur le danger à venir. Puisque ce géant sans armes ne paraît pas un adversaire digne d'un chevalier du roi Arthur, cet épisode vise peut-être à introduire un répit au milieu de toutes ces attaques.
C'est maintenant un lion qui s'élance brutalement sur Gauvain et le bouscule avec force, mais le chevalier réussit à lui trancher une patte et finalement à le tuer d'un coup d'épée dans la poitrine. Ce combat contre le roi des animaux symbolise ici, peut-être, la lutte du caractère courtois contre lui-même. À présent Gauvain s'écroule, blessé et inconscient, sur son bouclier.
Mais justement, c'est le fait de s'écrouler sur son bouclier qui signifie que les dangers sont finis. Le château est conquis, le pouvoir magique est brisé. Le bouclier qu'utilise Gauvain dans son combat contre le lion symbolise à la fois l'incarnation de la société courtoise et l'amour courtois. Dans la lutte contre le Lit Merveille, au contraire, les rôles sont échangés : le lit magique qui incarne l'amour courtois est ici le danger, et c'est l'esprit chevaleresque de Gauvain qui le protège.

#### Pourquoi Gauvain?
Pourquoi est-ce justement Gauvain qui a réussi à sortir indemne de tous les dangers du château au contraire d'un grand nombre d'autres chevaliers, on peut l'expliquer très simplement : dans tous les combats il disposait de ce qui lui était nécessaire : l'expérience dans l'amour courtois et l'habileté tactique. En outre, il disposait des aides appropriées : le lourd bouclier de chêne et la prière qu'il fallait dire au bon moment.
Nous passons maintenant à la vie de Klingsor que le livre nous révèle par des récits courts mais nombreux.

#### Klingsor (duc de la Terre de Labour)
C'est la première fois que Plippalinot appelle de son nom Klinschor (ou Klingsor) comme seigneur du pays, pays voué à « l'aventure ». Jusqu'à la conquête du château le châtelain de Château Merveille utilisera sa magie. On apprend déjà quelques détails importants sur le roi Kramoflanz. Ainsi, celui-ci pour gagner l'amour de la duchesse (Orgeluse), a tué celui qu'elle aimait, Zidegast. Après une telle action la duchesse n'aspire qu'à le tuer à son tour. Elle avait beaucoup de mercenaires et chevaliers à son service, elle les a envoyés pour tuer Kramoflanz. Parmi eux se trouvait le chevalier Anfortas et c'est là, à son service, qu'il a reçu sa blessure. Il a offert à Orgeluse aussi son magnifique étal de marchand (lequel maintenant se trouve devant Château Merveille). Par crainte de la puissante magie de Klingsor, elle lui a remis le précieux étal de marchand sous la condition que son amour et l'étal soient proposés publiquement comme le prix que recevrait le vainqueur des aventures. Par ce moyen Orgeluse voulait attirer Kramoflanz et l'envoyer à la mort.
Cependant, Kramoflanz n'est absolument pas en mauvaises relations avec Klingsor, puisque son père Irot a offert à ce dernier la montagne et les huit milles de terrain pour l'édification de Château Merveille. C'est pourquoi Kramoflanz ne voyait aucune raison de s'emparer de Château Merveille. Jusqu'à maintenant, on apprend aussi que Klingsor doit avoir bénéficié d'un enseignement de la magie noire, mais que d'un autre côté c'est un seigneur souverain à qui le savoir-vivre et la courtoisie ne sont pas étrangers.
Comme Gauvain pouvait maintenant gagner la faveur d'Orgeluse, il revint à Château Merveille pour interroger la sage Arnive au sujet de Klingsor. Il voulait savoir comment il viendrait à bout d'une telle tâche. Par Arnive, Gauvain apprend que Terre Merveille n'est pas la seule région sur laquelle Klingsor règne ou a régné. Son pays est la Terre de Labour et il est de la famille du duc de Naples. Elle ajoute que Klingsor est duc et qu'il jouissait d'une grande estime dans sa ville de Capoue, mais par un amour adultère envers la reine Ibilis de Sicile lui a causé beaucoup de tort et l'a poussé finalement à pratiquer la magie. Il était surpris par le roi Ilbert en flagrant délit avec sa femme et sue celui-ci n'a rien vu d'autre à faire qu'à le castrer.
À la suite de cet outrage qu'on lui avait fait, Klingsor se mit en route vers le pays de Persida, là où la magie était plus ou moins née. Il y fit son apprentissage jusqu'à ce qu'il fût devenu un grand maître dans la magie. La raison pour laquelle il avait construit Château Merveille était la vengeance. Il voulait par là, détruire le bonheur de tous les membres de la société courtoise pour se venger ainsi de son émasculation. Pour cette vengeance il emploie tous les moyens que son art de la magie met à sa disposition. À l'image de sa propre mutilation et de son échec au service de l'amour courtois, il reproduit dans les aventures du château les mêmes dangers. Malgré sa vie consacrée à la magie noire, il reste toujours jusqu'à un certain degré quelqu'un de courtois et on peut le voir, quand il s'agit d'abandonner Terre Merveille à Gauvain. Quand celui-ci devient seigneur du château et maître du pays et de ses richesses, Klingsor disparaît de la région et également du livre.

#### Comparaison entre Schastelmarveile et Munsalwäsche
Munsalwäsche dans le livre c'est le château de Dieu et ainsi le château du Graal. Schastelmarveile au contraire, c'est le mal à l'état pur. Tous les deux existent dans « notre monde » ce qui explique qu'en nous coexistent tout le bien et tout le mal. La personnalité contradictoire de Klingsor en est un autre exemple. De plus, Klingsor et Anfortas sont confrontés un problème très voisin puisque l'amour courtois les a fait tomber dans une détresse semblable : tous les deux ont perdu la possibilité d'avoir une descendance.
Mais tandis que Klingsor s'est égaré sur le chemin du mal et a commencé à mettre en œuvre sa vengeance contre l'amour courtois en faisant appel à la magie noire, Anfortas au contraire se tourne vers le Graal et emprunte la voie de la pénitence.

## Crédit d'auteurs
- (de) Cet article est partiellement ou en totalité issu de l’article de Wikipédia en allemand intitulé « Parzival » (voir la liste des auteurs).